# KGO-AM
KGO ist eine kommerzielle Clear-Channel-Station aus San Francisco, Kalifornien. Sie ist eine von zwei Talkradio-Stationen von Cumulus Media in der San Francisco Bay Area.

## Programm

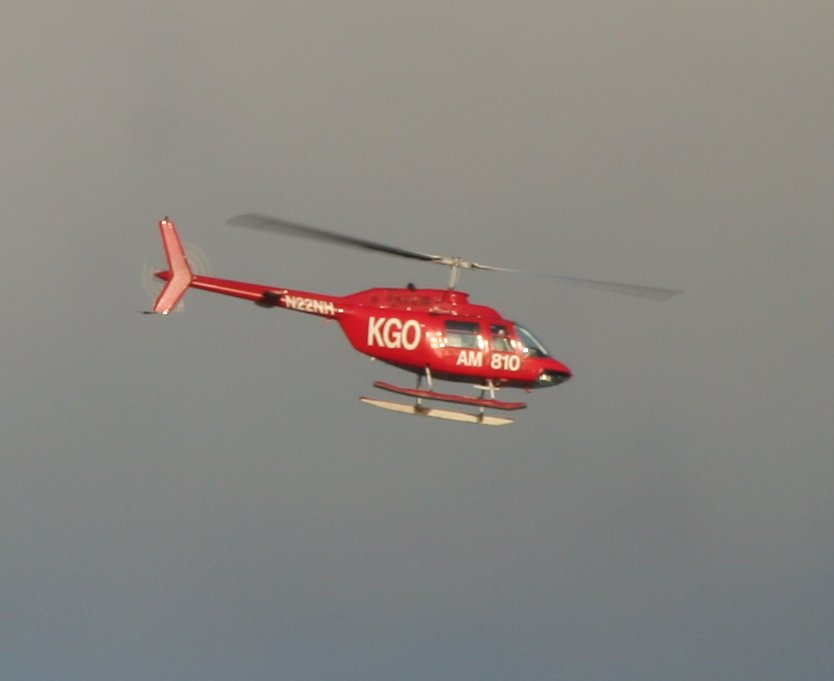
KGO-Helikopter für die Verkehrsberichterstattung, 2006

Während Cummuls zweite Talkstation KSFO vorwiegend US-weit verbreitete Talksendungen ausstrahlt, sendet KGO unter der Woche meist lokale Sendungen. Hier moderierten die lokalen Hosts Armstrong & Getty, Ronn Owens, Ethan Bearman, Brian Copeland, Chip Franklin und Pat Thurston. Die Nachrichten werden von Westwood One News/CNN übernommen.

## Sender
Als Clear-Channel-Station sendet KGO mit 50 kW, nutzt jedoch direktionale Antennen, um WGY in Schenectady, New York nicht zu stören. WGY arbeitete ebenfalls als Clear-Channel-Station an der Ostküste im Gleichwellenbetrieb. KGO wird im gesamten Western der USA bis zu den Rocky Mountains im Osten gehört. Das Signal wird noch im Norden Mexikos, im Westen Kanadas und in Alaska aufgenommen.

## Geschichte
KGO ging 1924 als Station von General Electric auf Sendung. KGO war an der Westküste das Aushängeschild der American Broadcasting Company (ABC), bis das Network 2007 in der Citadel Broadcasting aufging. Anfang 2016 entließ Cumulus Media mehr als ein Dutzend Mitarbeiter von KGO Radio und der Schwesterstation KFOG 104.5 FM. Begründet wurde dies mit einer geplanten Neuausrichtung des Programms. Fast die gesamte Nachrichtenredaktion verließ den Sender. Der Eigentümer baute die einst bedeutende All-News-Station KGO zu seiner zweiten Talkradio-Station in San Francisco um.